# Козачівка
Козачі́вка — пасажирський залізничний зупинний пункт Жмеринської дирекції Південно-Західної залізниці, розташований на лінії Козятин I — Жмеринка між станціями Гнівань (12 км) та Браїлів (3 км). Відстань до ст. Вінниця — 37 км, до ст. Жмеринка — 10 км.
Розташований на південній околиці смт Браїлів Жмеринського району Вінницької області.
До центру трохи більше кілометра, але від найпопулярніших електричок можна під'їхати маршруткою.